# لونگرو
لونگرو (به ایتالیایی: Lungro) یک کومونه در ایتالیا است که در استان کوزنتسا واقع شده‌است. لونگرو ۳۶ کیلومتر مربع مساحت و ۲٬۵۰۸ نفر جمعیت دارد و ۶۵۰ متر بالاتر از سطح دریا واقع شده‌است.